# Emil Johnsen
Emil Johnsen, född 26 maj 1978, är en svensk skådespelare.

## Biografi
Johnsen studerade vid Teaterhögskolan i Göteborg 1999–2003 och debuterade 2004 i kortfilmen Isolerad, vilken kom att göras om till en långfilm med samma namn 2010. Johnsen spelade huvudrollen i filmerna och belönades för detta med Jean Carment Award vid Angers European First Film Festival 2011. Han nominerades även till Rising Star Award på Stockholms filmfestival.

## Filmografi
- 2004 – Isolerad
- 2004 – Fjernsyn for voksne (TV-serie)
- 2004 – Orka! Orka! (TV-serie)
- 2005 – Drømmen om Norge (TV-serie)
- 2005 – Kim Novak badade aldrig i Genesarets sjö
- 2006 – Arkivet (TV-serie)
- 2006 – En uppstoppad hund
- 2006 – Innan du slår i marken
- 2006 – Små mirakel och stora
- 2007 – Störst av allt är kärleken (TV-serie)
- 2007 – Tali-Ihantala 1944 - Slaget om Finland
- 2008 – De osynliga
- 2009 – Behandlingen
- 2009 – Upper Dog
- 2010 – Cornelis
- 2010 – Isolerad
- 2010 – Norwegian Ninja
- 2010 – Top Dog
- 2011 – The Behemoth
- 2011 – Varg Veum – Svarta får
- 2012 – All That Matters Is Past
- 2013 – Ego
- 2017 – Rebecka Martinsson (TV-serie)
- 2018 – Stockholm Rekviem (TV-serie)

## Teater

### Roller (ej komplett)
| År   | Roll                             | Produktion                                | Regi          | Teater                   |
| ---- | -------------------------------- | ----------------------------------------- | ------------- | ------------------------ |
| 2006 |                                  | Ingenstans Thomas Lindahl och Irena Kraus | Judit Benedek | Sörmlands Musik & Teater |
| 2008 | Prins Johan Måns Nilssons hustru | Tre kronor August Strindberg              | Åsa Kalmér    | Dramaten                 |